# Коджабунар (вилает Балъкесир)
Коджабунар  или Коджа бунар (на турски: Kocapınar, Коджапънар) е село в Мала Азия, Турция, Вилает Балъкесир.

## История
В 19 век Коджабунар е най-голямото от селата на малоазийските българи.
При избухването на Балканската война в 1912 година един човек от Коджабунар е доброволец в Македоно-одринското опълчение.
Българското население на Коджабунар се изселва след Междусъюзническата война в 1913 година. Междувременно в селото са настанени помаци от селата Кочан, Барутин и други, избягали от покръстването през 1912 - 1913 година.

## Личности
Родени в Коджабунар
- Христо Ангелов, македоно-одрински опълченец, 1 рота на 9 велешка дружина, носител на кръст „За храброст“ IV степен[3]